# Стирлинг, Джеймс Хатчисон
Джеймс Хатчисон Стирлинг (англ. James Hutchison Stirling; 1820—1909) — шотландский философ-идеалист, один из основоположников неогегельянства.

## Биография
Джеймс Хатчисон Стирлинг родился 22 июня 1820 года в Глазго. Выпускник Эдинбургского университета; медик по образованию. Изучал философию в Германии. 

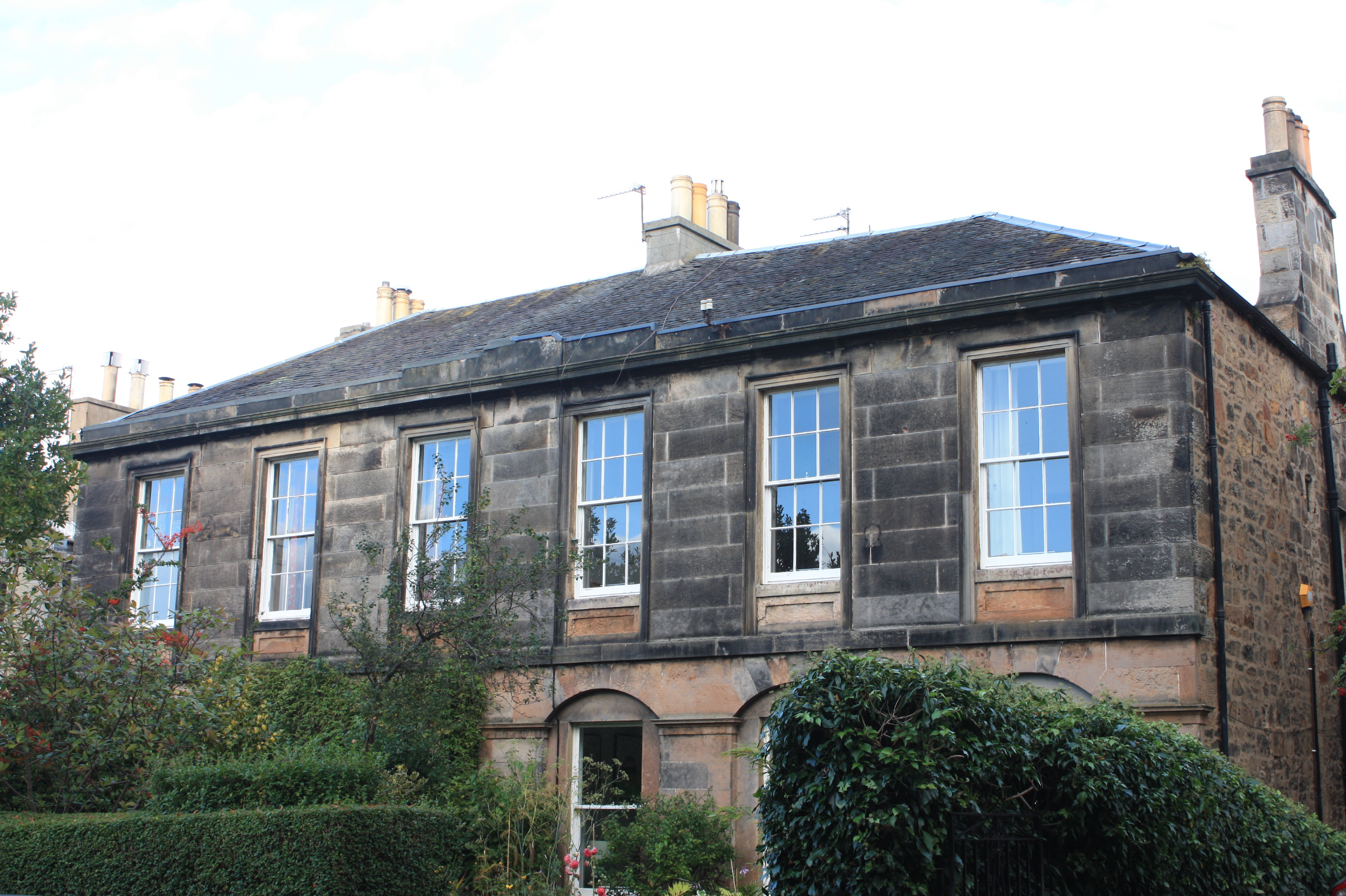
Дом философа в Эдинбурге

В 1865 году, своей книгой «Секрет Гегеля», вызвал в Великобритании живой интерес к изучению философии. С выходом этой книги в стране зарождается неогегельянство. В конце XIX века это направление получает широкое распространение и воспринимается как ответ засилью позитивизма и материализма. Его крупнейшими представителями в англоязычных странах были Т. Грин, Ф. Г. Брэдли, Дж. Ройс, Дж. Э. Мак-Таггарт, а также Робин Джордж Коллингвуд. К концу 20-х годов XX века школа абсолютного идеализма (англо-саксконское неогегельянство) прекратила своё существование, не выдержав соперничества с развившейся в Британии аналитической философией и с американскими прагматизмом и неореализмом. Впрочем, гегелевский метод не ушел навсегда из общественных наук, так современным англоязычным неогегельянцем можно назвать Френсиса Фукуяму.
Из других трудов Стирлинга наиболее известны следующие: «Sir William Hamilton, or the philosophy of perception» (1865); «Jerold Tennyson and Macaulay», опыт (1868); «As regards protoplasm» (2 изд., 1872, против Гексли); «Lectures on the philosophy of law» (1873); «Textbook of Kant» (перевод «Критики чистого разума» с комментариями и биографией, 1881).
Д. Х. Стирлинг был убеждённым противником дарвинизма и яростно критиковал левых гегельянцев.
Джеймс Хатчисон Стирлинг умер 19 марта 1909 года в городе Эдинбурге.